# 시야번
시야 번(일본어: 椎谷藩 시야한[*])은 일본 에도 시대에 있던 번으로, 에치고국 가리와군 시야 일대(지금의 니가타현 가시와자키시 시야)를 지배하였다. 번청은 시야 진야이다.

## 번의 역사
번조(藩祖)는 호리 나오마사의 넷째 아들 호리 나오유키이다. 겐나 2년(1616년) 7월, 나오유키는 오사카 전투에서 군공을 세워, 에치고노쿠니 누타리 군(沼垂郡)의 5,500석 영지를 받아, 시야(椎谷)에 진야를 설치하였다. 나오유키의 뒤를 이은 호리 나오카게 때, 간토의 땅 1만 석을 더 받아 다이묘가 되었다. 겐로쿠 11년(1698년) 가문의 4대 당주 호리 나오사다가 에치고의 누타리, 미시마(三島), 간바라(蒲原) 3개 군 안의 1만 석 영지를 다스리면서, 시야에 거주하였던 것이 정식적인 시야 번의 시작이다. 역대 번주들은 에도에 정부(定府)하는 것이 상례였다.
시야 번의 8대 번주 호리 아키토모 때가 되자 재정이 궁핍해졌다. 이 때문에 영지의 백성들에게 엄혹한 세금들을 징수하였다. 그렇지만 아키토모는 병약하여, 분가인 호리 나오모토가 실제 정무를 대행했다. 나오모토는 덴메이 대기근이 일어남에 따른 쌀 가격의 앙등을 배경으로, 구라마이(蔵米)를 경쟁입찰에 내걸었다. 이에 격분한 농민들이 소동을 일으켜, 덴메이 의민 사건으로 발전하였다. 이 사건은 수년간에 걸쳐 농민의 직소와 번의 탄압이 반복되고, 결국에는 막부의 판정을 받기에 이르렀다. 막부는 5차례에 걸친 평정의 결과, 간세이 4년(1792년)에 번주 아키토모는 은거하고 미카와노쿠니 니시오 번주 마쓰다이라 노리스케의 일곱 번째 아들(호리 나오노리)을 후계자로 옹립할 것, 그리고 전체 영지의 절반인 5천 석을 타지와 교체하라는 처분이 내려졌다. 이때 시나노노쿠니 다카이 군(高井郡) 로쿠카와 촌(六川村)에 로쿠카와 진야가 설치되었다.
그 후 번내에서는 번 통치 개혁도 시행되었다. 하지만 가에이 4년(1851년), 가로인 사이토 야오시로에 의한 번주 호리 유키토시 암살 미수 사건이 일어나는 등, 번 통치는 늘 불안정한 상태였다. 메이지 원년(1868년) 보신 전쟁에서 시야 번은 미토번과 사쓰마번, 조슈번에 의한 격전의 무대가 되었고, 전쟁으로 인한 심대한 피해를 입었다. 이듬해, 번주 호리 유키요시는 판적봉환에 의해 시야 번지사가 되었다. 그리고 메이지 4년(1871년) 폐번치현에 의해 시야 번은 폐지되었고, 시야 현이 설치되었다.

## 역대 번주
호리가
후다이 1만석
1. 호리 나오사다(堀直宥) 재위 1698년 ~ 1711년
2. 호리 나오나카(堀直央) 재위 1711년 ~ 1720년
3. 호리 나오쓰네(堀直恒) 재위 1720년 ~ 1730년
4. 호리 나오히사(堀直旧) 재위 1730년 ~ 1748년
5. 호리 나오요시(堀直喜) 재위 1748년 ~ 1751년
6. 호리 나오아키(堀直著) 재위 1751년 ~ 1768년
7. 호리 나오노부(堀直宣) 재위 1768년 ~ 1781년
8. 호리 아키토모(堀著朝) 재위 1781년 ~ 1792년
9. 호리 나오노리(堀直起) 재위 1792년 ~ 1807년
10. 호리 나오하루(堀直温) 재위 1808년 ~ 1812년
11. 호리 나오치카(堀直哉) 재위 1812년 ~ 1830년
12. 호리 유키토시(堀之敏) 재위 1830년 ~ 1862년
13. 호리 유키요시(堀之美) 재위 1862년 ~ 1871년